# Liste politischer Parteien in Ägypten
Gemäß seiner Verfassung hat Ägypten ein politisches Mehrparteiensystem, obwohl in der Praxis jahrzehntelang die Nationaldemokratische Partei die dominante Regierungspartei in der politischen Arena Ägyptens war. Jedoch gibt es abgesehen von politischen Parteien als solche auch Interessengruppen wie die Kifaja und die Bewegung Muslimbruderschaft, wobei letztere einen wachsenden Einfluss in der Bevölkerung ausübt und es verfolgt, ein größeres Gewicht an politischer Macht zu erringen.
Das Gesetz 40 von 1977 regelt die Bildung politischer Parteien in Ägypten. Es verbietet allerdings die Bildung politischer Parteien religiöser Natur. Die Existenz von Oppositionsparteien ist erlaubt, obwohl es bislang im Allgemeinen galt, dass sie keinen Zugang zur Macht hatten. Am 28. März 2011 führte der nun regierende Oberste Rat der Streitkräfte das Politische Parteiengesetz ein, welche Restriktionen über die legale Etablierung neuer Parteien in Ägypten lockert. Unter dem neuen Gesetz müssen neue Parteien mindestens 5.000 Mitglieder aus mindestens zehn Governoraten Ägyptens haben. Ursprünglich brauchten neue Parteien 1000 Mitglieder. Auch dürfen keine Parteien auf der Grundlage der Religion oder einer sozialen Klasse gegründet werden, was die Gründung von islamistischen, von Arbeiterparteien oder von Minderheitenparteien wie etwa der christlichen Kopten erschwert.

## Geschichte
Die Entstehung politischer Parteien im 19. Jahrhundert – zur Zeit der Osmanenherrschaft in Ägypten – waren eine Reflexion der sozialen, wirtschaftlichen und kulturellen Interaktionen sowie bestimmten historischen, politischen und nationalen Umständen, welche zur Gründung und Entwicklung von modernen Gesellschafts- und Verwaltungsinstitutionen, wie dem Parlament, dem Kabinett, politischen Parteien und Gewerkschaften, führten. Die politischen Parteien wurden als Geheimbünde formiert, später gefolgt von losen politischen Fraktionen.
Die Nationale Partei war die erste Partei und wurde im Jahre 1907 von Mostafa Kamel bzw. Scott Crawford gegründet. In weniger als zehn Jahren entstand eine Vielzahl von Partien mit großer Varietät in ihrer Natur, ihrer Gründung, ihrer Organisation, ihrer Macht, ihrer Volksbasis und in ihren Plattformen. Es gab nationalistische Parteien, von Königspalast dominierte Gruppen, von der türkischen und britischen Besatzungsmacht formierte Parteien und ideologische Parteien, welche bestimmten politischen Zielen entsprachen.
In den Jahren von 1907 bis 1920 wurden die bereits gegründeten politischen Parteien zum Ausgangspunkt für die Verbreitung von zusätzlichen dritten; allerdings hatten jene eine begrenzte Rolle aufgrund der Unterordnung Ägyptens unter das Osmanische Reich und der britischen Besatzung. Die einseitige Erklärung der ägyptischen Unabhängigkeit im Februar 1922 und die Verkündung der Verfassung von 1923 führten zur Regelung einer konstitutionellen Monarchie, welche auf Parteienpluralismus und den Grundsätzen der liberalen Demokratie basierte.
Von 1923 an bis 1952 erlebte Ägypten eine bemerkenswerte, an politischen und demokratischen Praktiken reiche Erfahrung; in dieser Periode war die liberale Wafd-Partei fast ununterbrochen die stärkste Partei im Parlament. Mit dem Ausbrechen der Revolution vom Juli 1952 bemühte sich das neue ägyptische Regime unter Gamal Abdel Nasser, die Opposition zu liquidieren. Ein Dekret über die Auflösung der politischen Parteien und die Annahme eines Einparteiensystems wurde im Januar 1953 angenommen.
Unter der Präsidentschaft des Friedensnobelpreisträgers Anwar as-Sadat wurde im Zuge seiner Infitah-Politik das politische Leben wieder liberalisiert. Die Verabschiedung des Gesetzes über die Parteien 1977 führte dazu, dass die politische Regierung Ägyptens nun die Ära des Parteienpluralismus einleitete.

## Politische Parteien und Gruppen
Die ägyptische Politik zeichnet sich durch besondere Umstände aus, die oft eine einfache Klassifizierung hinsichtlich des politischen Spektrums unmöglich machen.
Obwohl die derzeitige ägyptische Verfassung es verbietet, politische Parteien auf der Grundlage der Religion zu gründen, streben viele Parteien danach, die Bedeutung der islamischen Scharia-Gesetze als Hauptquelle der Gesetzgebung zu verstärken. Parteien, welche die Gründung eines säkularen Staates unterstützen, finden unter der Bevölkerung seit den letzten anderthalb Jahrzehnten immer weniger Rückhalt.

### Parteien in der Verfassunggebenden Versammlung
- Freiheits- und Gerechtigkeitspartei (Hizb al-Horreya wa'l Adala), gegründet am 30. April 2011, verboten 2014, islamistisch, eng verbunden mit der Muslimbruderschaft, Teil der Demokratischen Allianz
- Partei des Lichts (ḥizb an-nūr), gegründet am 12. Mai 2011, salafistisch-islamistisch, Teil des Islamistischen Blocks
- Neue Wafd-Partei (Hizb al-Wafd al-Gadid), gegründet am 4. Februar 1978, säkular, nationalliberal
- Konferenzpartei (Hizb al-Mutammar), gegründet am 18. September 2012, säkular, liberal
- Ägyptische Sozialdemokratische Partei (Ḥezb el-Maṣri el-Democrāṭi el-Egtmāʿi), gegründet am 29. März 2011, säkular, linksliberal, Teil des Ägyptischen Blocks
- Aufbau- und Entwicklungspartei (Hizb al-Banna’ wa al-Tanmiyya), gegründet am 20. Juni 2011, islamistisch, eng verbunden mit der Gamaa Islamija, Teil des Islamistischen Blocks
- al-Wasat-Partei (Hizb al-Wasaṭ al-Ǧadīd), gegründet 1996, zugelassen am 19. Februar 2011, gemäßigt islamisch
- Partei der Würde (Hizb al-Karama), gegründet 1996, nasseristisch, linksnationalistisch, Teil der Demokratischen Allianz
- Sozialistische Volksallianz (Hizb al Tahalof al Shaaby al Ishtiraky), gegründet 2011, sozialistisch, Teil des Bündnisses Die Revolution geht weiter

### Außerparlamentarische Parteien
- National-Progressive Unionistische Partei (Hizb al Tagammo' al Watani al Taqadommi al Wahdwawi), gemeinhin als Tadschammu bekannt, gegründet am 7. Juli 1977, demokratisch sozialistisch, Teil des Ägyptischen Blocks
- Nationalpartei, Nachfolgepartei von ehemaligen NDP-Mitgliedern
- Authentizitätspartei (Hizb al-Asala), salafistisch-islamistisch, Teil des Islamistischen Blocks
- Partei der Gerechtigkeit (Hizb al-Adl), gegründet im Mai 2011, zentristisch
- Partei der Einheit, Nachfolgepartei von ehemaligen NDP-Mitgliedern
- Zivilisationspartei, Teil der Demokratischen Allianz
- Ägyptische Islamische Arbeitspartei (Hizb al-ʿamal al-ištirākī), gegründet am 11. Dezember 1978, islamistisch, ehemals sozialistisch, Teil der Demokratischen Allianz
- Arabisch-Demokratische Nasseristische Partei oder Nasseristische Partei, gegründet am 19. April 1992
- Partei Freiheitliches Ägypten (Hizb Masr Alhureyya), gegründet am 18. Mai 2011, liberal, Teil des Bündnisses Die Revolution geht weiter
- Partei des demokratischen Friedens, sozialistisch, gegründet am 2. Juli 2005
- Gleichheits- und Entwicklungspartei, Teil des Bündnisses Die Revolution geht weiter
- Partei Ägypten 2000, gegründet am 7. April 2001.
- Ägyptische Allianzpartei, Teil des Bündnisses Die Revolution geht weiter
- Ägyptische Kommunistische Partei, gegründet 1975.
- Ägyptische Strömungspartei, gegründet am 21. Juni 2011, liberal islamisch, Teil des Bündnisses Die Revolution geht weiter
- Ahrar-Partei (Hizb al-Ahrar), gegründet am 7. Juli 1977, Teil der Demokratischen Allianz
- Demokratische Volkspartei (PDP), gegründet am 15. März 1992 – derzeit suspendiert.
- Freie Republikanische Partei, gegründet am 4. Juli 2006.
- al-Ghad-Partei (Hizb al-Ghad), gegründet am 27. Oktober 2004, liberal
- Jugendpartei Ägyptens, gegründet am 2. Juli 2005.
- Nationale Versöhnungspartei (Hizb al-Wifak), gegründet am 2. März 2000.
- Solidaritätspartei (Hizb Al Takaful ), gegründet am 2. Mai 1995.
- Umma-Partei (Hizb al-Umma), gegründet am 26. Mai 1983.
- Unionistische Demokratische Partei (Hizb al-Itahadi al-Democrati), gegründet am 14. April 1990.
- Verfassungspartei (al-Hizb al-distouri), gegründet am 24. November 2004.
- Ägyptische Patriotische Bewegung
- Partei Starkes Ägypten (Mars al-Qaweya)
- Unversehrtheits- und Entwicklungspartei
- Partei des Heimatlands

### Ehemalige Parteien
- Die Nationaldemokratische Partei (Al'Hizb Al Watani Al Democrati) wurde am 1. Oktober 1978 gegründet und war anschließend die Staats- und Regierungspartei, die das politische System im autoritären Stil dominierte. Nach Beginn der Revolution in Ägypten, wurde die Partei am 1. Februar 2011 von der Sozialistischen Internationale ausgeschlossen. Am 16. April 2011 löste das Oberste Verwaltungsgericht Ägyptens die NDP auf. Das Vermögen der Partei fiel der Staatskasse zu.[8][9]
- Partei der Freien Ägypter (Hizb al-Masriyin al-Ahrar), gegründet am 3. April 2011, säkular, liberal, Teil des Ägyptischen Blocks
- Reform- und Entwicklungspartei, gegründet 2009, liberal
- Freiheitspartei, Nachfolgepartei von ehemaligen NDP-Mitgliedern
- Ägyptische Bürgerpartei, Nachfolgepartei von ehemaligen NDP-Mitgliedern
- Morgen-Partei der Revolution (Hizb Al Ghad al Thaura), ein Flügel der al-Ghad-Partei, gegründet am 9. Oktober 2011, liberal, Teil der Demokratischen Allianz
- Ägyptische Arabische Sozialistische Partei (Hizb Misr al-arabi al-ishtaraki), gegründet am 7. Juli 1977, Teil der Demokratischen Allianz
- Arabisch-Ägyptische Union, Nachfolgepartei von ehemaligen NDP-Mitgliedern
- Demokratische Frontpartei (Hizb al-Gabha al-Democrati), gegründet am 24. Mai 2007, liberal
- Jungägyptische Partei (Hizb Misr El-Fatah), gegründet am 14. April 1990.
- Demokratische Generationspartei (Hizb El-Geel al-Democrati), gegründet am 9. Februar 2002, Teil der Demokratischen Allianz
- Konservative Partei, gegründet am 12. März 2006.
- Soziale Gerechtigkeitspartei, gegründet am 6. Juni 1993.
- Koalition der Revolutionären Jugend, Teil des Bündnisses Die Revolution geht weiter
- Grüne Partei (Hizb al-chudr al-misri), gegründet am 14. April 1990.
- Ägyptische Sozialistische Partei, Teil des Bündnisses Die Revolution geht weiter

Wahlallianzen
- Demokratische Allianz für Ägypten, geführt von der islamistischen Freiheits- und Gerechtigkeitspartei
- Islamischer Block, geführt von der salafistisch-islamistischen Partei des Lichts
- Ägyptischer Block, säkular, liberal
- Bündnis Die Revolution geht weiter, vorwiegend linksorientiert
- Koalition Sozialistischer Kräfte, sozialistisch, kommunistisch